# Абдулліна Ліра Султанівна
Ліра Султанівна Абдулліна (башк. Лира Солтан ҡыҙы Абдуллина; 26 січня 1936 — 15 червня 1987) — радянська російська поетеса і журналістка.

## Біографія
Ліра Султанівна Абдулліна народилася 26 січня 1936 року в селі Кушнаренково Башкирської АРСР. Батьки працювали викладачами педагогічного технікуму. У 5 років залишилася без батька (він загинув на фронті в 1941 році). В 13 років залишилася без матері — з двома молодшими братами на руках.
Закінчивши середню школу, переїхала до Уфи, працювала бібліотекарем, а потім — до кінця 50-х в уфимських газетах. У 1964 Ліра отримала диплом про закінчення Літературного інституту імені Горького в Москві і поїхала в Норильськ, де у 1964—1967 рр. працювала редактором на норильській телестудії. 
У 1967 році Ліра, вже сформований поет, приїжджає в м. Красноярськ-26 (нині Желєзногорськ) за своїм чоловіком — поетом Володимиром Нешумовим. Молода пара стає одним з неофіційних центрів літературного життя цього міста.
Але вже через кілька років у подружжя почалися неприємності. Володимира звільнили з роботи за прихильність до творчості «заборонених» авторів: бардів 60-х, Галича, Висоцького, поетів і письменників: Марини Цвєтаєвої, Федора Раскольнікова, Олександра Солженіцина. Обстановка навколо обох літераторів загострюється, стає нестерпною, Ліру і її чоловіка буквально змушують покинути «режимне» місто. У 1969 році, після участі в 5-ій Всесоюзній нараді молодих письменників у Москві, подружжя переїздить спочатку в м. Михайлов, потім в селище Октябрський Рязанської області, але затримується там ненадовго, їде в Старий Оскол Білгородської області.
У 1986 році за рекомендацією Віктора Астаф'єва, татарського поета Рустема Кутуя і московської поетеси Лариси Васильєвої вступає в Союз письменників СРСР. Тільки після цього поетеса Ліра Абдулліна зарахована кандидатом в Білгородську письменницьку організацію, але не дочекалася затвердження в Москві, так як померла 15 червня 1987 року від бронхіальної астми у м. Старий Оскол Білгородської області.

## Творчість
Вірші Ліри Абдулліної опубліковані в колективних збірниках «69 паралель» (Красноярськ, 1966) і «День поезії» (Красноярськ, 1967), в альманасі «Поезія» (Москва, 1984), «Час Росії» (Москва, 1988), «Живе слово» (Москва, 1991), в журналах «Новий світ», «Юність», «Вогник», «Дружба народів», «Єнісей», «День і ніч», «Студентський меридіан», «Підйом», «Літературний огляд», в газетах Красноярського краю, Башкортостану, Татарстану, Рязанської, Бєлгородської, Новосибірської областей.
Ліра Абдулліна є також автором п'яти поетичних книг — дві з них видані за життя, інші — після.
У 1990-му році — вже посмертно — в Желєзногорськк виходить її книга вибраних віршів «Поезії» (Красноярськ, 1990). Тексти віршів у цій книзі опубліковані за рукописом, отриманої видавництвом від В. Нешумова. Окремі вірші з першої та другої частини книги наведено за виданням: Л. Абдулліна «Високі сніги» (Красноярськ, 1972) і «Поки горить пресвітла зірка» (М.: Сучасник, 1986).
Потім — «Річка Біла» (Воронеж, 1991). У 2001 виходить ще одна книга, збірка віршів «Живіть довго» — у серії «Поети свинцевого століття» (ИПК «Платина», Красноярськ). Вступну статтю до цієї книги написав Віктор Астаф'єв.
На слова Л. Абдулліної написано декілька пісень композиторами А. Монасиповим, В. Берковским, Г. Дехтяровим, Ю. Ірдинєєвим. Кілька пісень виконувала Валентина Толкунова, одна з пісень («А любов-то лебедем…») увійшла в «Пісню року-1982».
Після смерті поетеси офіційна літературна преса та критика не особливо поспішала з визнанням поета «вголос» — хоча б посмертним.

## Пам'ять
- У 2002 році в Желєзногорську на будинку № 63 по вул. Шкільній, у якому у 1967—1969 рр. проживала поетеса, встановлено меморіальну дошку[1].
- Нині одній з вулиць Старого Оскола, де похована Ліра Абдулліна, присвоєно її ім'я.
- У 2017 році одній із бібліотек Старооскольської централізованої бібліотечної системи присвоєно меморіальне найменування «Модельна бібліотека № 11 імені Ліри Султанівни Абдулліної»[2].